# El-Qusiya
El-Qusiya (aussi El-Quseyya, en arabe : القوصية, en copte : ⲕⲱⲥ Kos) est une ville d'Égypte.  

## Géographie
El-Qusiya est située sur la rive ouest du Nil.

## Histoire
Dans les temps anciens, la ville était connue sous le nom de Cusae.